# Veil of Darkness
Veil of Darkness est un jeu vidéo d’aventure d’horreur développé par Event Horizon Software et publié par Strategic Simulations en 1993 sur DOS, FM Towns et PC-98. Le jeu se déroule en vue à la troisième personne avec une interface en pointer-et-cliquer et inclut des éléments de jeu vidéo de rôle, notamment pour les combats. Le joueur incarne un pilote dont l’avion s’est écrasé en Roumanie et se voyant confier la mission de vaincre Kairn, un vampire habitant dans la région. 

## Accueil
| Veil of Darkness |      |       |
| Média            | Pays | Notes |
| Gen4             | FR   | 85%   |
| Joystick         | FR   | 83 %  |
| Tilt             | FR   | 88%   |